# Justus Lagat
Justus Lagat (ur. 20 maja 1996) – kenijski lekkoatleta specjalizujący się w biegach długich.
W 2013 zdobył brązowy medal mistrzostw świata juniorów młodszych w biegu na 2000 metrów z przeszkodami.
Rekord życiowy: bieg na 3000 metrów z przeszkodami – 8:18,46 (3 czerwca 2017, Marsylia).

## Osiągnięcia
| Rok  | Impreza                               | Miejsce | Konkurencja                        | Pozycja    | Wynik   |
| ---- | ------------------------------------- | ------- | ---------------------------------- | ---------- | ------- |
| 2013 | Mistrzostwa świata juniorów młodszych | Donieck | bieg na 2000 metrów z przeszkodami | 3. miejsce | 5:30,00 |